# Politica del Belize

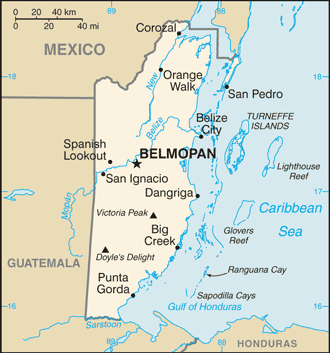
Mappa del Belize

La politica del Belize si svolge nel quadro di una monarchia parlamentare, in cui il re Carlo III funge da capo di stato e il primo ministro è il capo del governo, e di un sistema multipartitico. Il potere esecutivo è esercitato dal governo. Il potere legislativo è conferito sia al governo che al parlamento del Belize
Parlamento
Il Belize elegge a livello nazionale una legislatura. La National Assembly (Assemblea Nazionale) ha due camere. La House of Representatives (Camera dei Rappresentanti) ha 29 membri, eletti per cinque anni in circoscrizioni uninominali.
Il Senate (Senato) ha 9 membri nominati per cinque anni.
Il Belize ha un sistema bipartitico, cioè con due partiti politici dominanti, con estrema difficoltà di inserimento di altri partiti se non tramite alleanze con i due dominanti, a causa del sistema uninominale.
Le consultazioni più recenti sono state le elezioni parlamentari del 2015 e quelle del 2020.